# گروه اسار
گروه اسار (انگلیسی: Essar Group) شرکت خوشه‌ای هندی است، که در زمینه فولاد، کشتیرانی، تولید برق، مبادله انرژی، املاک و مستغلات، استخراج معادن، مخابرات و ارتباطات فعالیت می‌کند.
شرکت اسار در سال ۱۹۶۹ توسط شاشی رویا و راوی رویا تأسیس شد و در حال حاضر دارای عملیات در ۲۵ کشور جهان می‌باشد.
دفتر مرکزی این شرکت در شهر بمبئی، هند قرار دارد و بخشی از سهام آن در بورس اوراق بهادار ملی هند معامله می‌شود و اکثریت سهام آن در اختیار خانواده رویا است.